# Joe Foreman
Joe Foreman, född 19 maj 1935, död 28 april 1999, var en friidrottare från Kanada. Han deltog vid olympiska sommarspelen 1956.